# Liste der im Teatro San Cassiano aufgeführten Opern
Dies ist eine Liste der Opern, die am Teatro San Cassiano in Venedig aufgeführt wurden.
| Nr. | Jahr          | Titel                                                                                | Librettist                                           | Komponist                                                | Anmerkungen                                  |
| --- | ------------- | ------------------------------------------------------------------------------------ | ---------------------------------------------------- | -------------------------------------------------------- | -------------------------------------------- |
| 1   | 1637          | Andromeda                                                                            | Benedetto Ferrari                                    | Francesco Manelli                                        |                                              |
| 2   | 1638          | La maga fulminata                                                                    | Benedetto Ferrari                                    | Francesco Manelli                                        |                                              |
| 3   | 1639          | Le nozze di Teti e di Peleo                                                          | Orazio Persiani                                      | Francesco Cavalli                                        |                                              |
| 4   | 1640          | Gli amori d’Apollo e di Dafne                                                        | Giovanni Francesco Busenello                         | Francesco Cavalli                                        |                                              |
| 5   | 1641          | La Didone                                                                            | Giovanni Francesco Busenello                         | Francesco Cavalli                                        |                                              |
| 6   | 1642          | La virtù de’ strali d’amore                                                          | Giovanni Faustini                                    | Francesco Cavalli                                        |                                              |
| 7   | 1643          | L’Egisto                                                                             | Giovanni Faustini                                    | Francesco Cavalli                                        |                                              |
| 8   | 1644          | L’Ormindo                                                                            | Giovanni Faustini                                    | Francesco Cavalli                                        |                                              |
| 9   | 1645          | Doriclea                                                                             | Giovanni Faustini                                    | Francesco Cavalli                                        |                                              |
| 10  | 1645          | Il Titone                                                                            | Giovanni Faustini                                    | Francesco Cavalli                                        |                                              |
| 11  | 1649          | Giasone                                                                              | Giacinto Andrea Cicognini                            | Francesco Cavalli                                        |                                              |
| 12  | 1650          | Orimonte                                                                             | Nicolò Minato                                        | Francesco Cavalli                                        |                                              |
| 13  | 1651          | L’Armidoro                                                                           | Bortolo Castoreo                                     | Gasparo Sartorio                                         |                                              |
| 14  | 1658          | L’incostanza trionfante overo il Theseo                                              | Francesco Maria Piccoli                              | Pietro Andrea Ziani                                      |                                              |
| 15  | 1658          | Antioco                                                                              | Nicolò Minato                                        | Francesco Cavalli                                        |                                              |
| 16  | 1659          | Elena                                                                                | Nicolò Minato                                        | Francesco Cavalli                                        |                                              |
| 17  | 1666          | Il Giasone                                                                           | Giacinto Andrea Cicognini                            | Francesco Cavalli                                        |                                              |
| 18  | 1666          | La Zenobia                                                                           | Matteo Noris                                         | Giovanni Antonio Boretti                                 |                                              |
| 19  | 1679–1680     | Candaule                                                                             | Adriano Morselli                                     | Pietro Andrea Ziani                                      |                                              |
| 20  | 1680          | Tomiri                                                                               | Antonio Medolago                                     | Angelo Vitali                                            |                                              |
| 21  | 1683          | Temistocle in bando                                                                  | Adriano Morselli                                     | Antonio Gianettini                                       |                                              |
| 22  | 1683          | L’innocenza risorta overo Etio                                                       | Adriano Morselli                                     | Pietro Andrea Ziani                                      |                                              |
| 23  | 1690          | Il gran macedone                                                                     | Giulio Pancieri                                      | Giuseppe Boniventi                                       |                                              |
| 24  | 1691          | L’Almerinda                                                                          | Giulio Pancieri                                      | Giuseppe Boniventi                                       |                                              |
| 25  | 1696          | Basilio re d’Oriente                                                                 | Giambattista Neri                                    | Francesco Navarra                                        |                                              |
| 26  | 1696          | La Clotilde                                                                          | Giambattista Neri                                    | Giovanni Maria Ruggieri                                  |                                              |
| 27  | 1696          | Zenone imperator d’Oriente                                                           | Antonio Marchi                                       | Tomaso Albinoni                                          |                                              |
| 28  | 1697          | Il Tigrane re d’Armenia                                                              | Giulio Cesare Corradi                                | Tomaso Albinoni                                          |                                              |
| 29  | 1697 (–1698?) | Primislao primo re di Boemia                                                         | Giulio Cesare Corradi                                | Tomaso Albinoni                                          |                                              |
| 30  | 1698          | L’ingratitudine castigata                                                            | Francesco Silvani                                    | Tomaso Albinoni                                          |                                              |
| 31  | 1698          | L’Egisto re di Cipro                                                                 | Giulio Cesare Corradi                                | Marc’Antonio Ziani                                       |                                              |
| 32  | 1699          | Gl’amori fra gl’odii o sia il Ramiro in Norvegia                                     | Marc’Antonio Remena                                  | Marc’Antonio Ziani                                       |                                              |
| 33  | 1699          | Il Teodosio                                                                          | Vincenzo Grimani                                     | Marc’Antonio Ziani                                       |                                              |
| 34  | 1700          | L’Aristeo                                                                            | Giulio Cesare Corradi                                | Antonio Pollarolo                                        |                                              |
| 35  | 1701          | Griselda                                                                             | Apostolo Zeno                                        | Antonio Pollarolo                                        |                                              |
| 36  | 1702          | L’ingratitudine castigata                                                            | Francesco Silvani                                    | Tomaso Albinoni                                          |                                              |
| 37  | 1702          | L’arte in gara con l’arte                                                            | Francesco Silvani                                    | Tomaso Albinoni                                          |                                              |
| 38  | 1702          | La pastorella al soglio                                                              | Giulio Cesare Corradi                                | Diverse                                                  |                                              |
| 39  | 1702–1703     | Gli imenei stabiliti dal caso                                                        | Francesco Silvani                                    | Francesco Gasparini                                      |                                              |
| 40  | 1703          | Il miglior d’ogni amore per il peggiore d’ogni odio                                  | Francesco Silvani                                    | Francesco Gasparini                                      |                                              |
| 41  | 1703          | Il più fedele fra i vassalli                                                         | Francesco Silvani                                    | Francesco Gasparini                                      |                                              |
| 42  | 1704          | La fede tradita e vendicata                                                          | Francesco Silvani                                    | Francesco Gasparini                                      |                                              |
| 43  | 1704          | La maschera levata al vitio                                                          | Francesco Silvani                                    | Francesco Gasparini                                      |                                              |
| 44  | 1705          | La Fredegonda                                                                        | Francesco Silvani                                    | Francesco Gasparini                                      |                                              |
| 45  | 1705          | Il principato custodito dalla frode                                                  | Francesco Silvani                                    | Francesco Gasparini                                      |                                              |
| 46  | 1705          | Antioco                                                                              | Apostolo Zeno, Pietro Pariati                        | Francesco Gasparini                                      |                                              |
| 47  | 1705          | Ambleto                                                                              | Apostolo Zeno, Pietro Pariati                        | Francesco Gasparini                                      |                                              |
| 48  | 1706          | Statira                                                                              | Apostolo Zeno, Pietro Pariati                        | Francesco Gasparini                                      |                                              |
| 49  | 1706          | Sidonio                                                                              | Pietro Pariati                                       | Antonio Lotti                                            |                                              |
| 50  | 1707          | Taican re della Cina                                                                 | Urbano Rizzi                                         | Francesco Gasparini                                      |                                              |
| 51  | 1707          | L’amor generoso                                                                      | Apostolo Zeno                                        | Francesco Gasparini                                      |                                              |
| 52  | 1707          | Achille placato                                                                      | Urbano Rizzi                                         | Antonio Lotti                                            |                                              |
| 53  | 1707          | Anfitrione                                                                           | Pietro Pariati                                       | Francesco Gasparini                                      |                                              |
| 54  | 1707–1708     | Teuzzone                                                                             | Apostolo Zeno                                        | Antonio Lotti                                            |                                              |
| 55  | 1708          | Flavio Anicio Olibrio                                                                | Apostolo Zeno, Pietro Pariati                        | Francesco Gasparini                                      |                                              |
| 56  | 1708          | Astarto                                                                              | Apostolo Zeno, Pietro Pariati                        | Tomaso Albinoni                                          |                                              |
| 57  | 1709          | Il falso Tiberino                                                                    | Apostolo Zeno, Pietro Pariati                        | Carlo Francesco Pollarolo                                |                                              |
| 58  | 1709          | Engelberta                                                                           | Apostolo Zeno, Pietro Pariati                        | Francesco Gasparini, Tomaso Albinoni                     |                                              |
| 59  | 1709          | La principessa fedele                                                                | Agostino Piovene                                     | Francesco Gasparini                                      |                                              |
| 60  | 1709–1710     | Ciro                                                                                 | Pietro Pariati                                       | Tomaso Albinoni                                          |                                              |
| 61  | 1710          | Sesostri re d’Egitto                                                                 | Apostolo Zeno, Pietro Pariati                        | Francesco Gasparini                                      |                                              |
| 62  | 1710          | La ninfa Apollo                                                                      | Francesco de Lemene                                  | Francesco Gasparini, Antonio Lotti                       | „scherzo scenico pastorale per musica“       |
| 63  | 1710          | L’amor tirannico                                                                     | Domenico Lalli                                       | Francesco Gasparini                                      |                                              |
| 64  | 1710          | Il tiranno eroe                                                                      | Vincenzo Cassani                                     | Tomaso Albinoni                                          |                                              |
| 65  | 1711          | Tamerlano                                                                            | Agostino Piovene                                     | Francesco Gasparini                                      |                                              |
| 66  | 1711          | Costantino                                                                           | Apostolo Zeno, Pietro Pariati                        | Francesco Gasparini                                      |                                              |
| 67  | 1712          | Merope                                                                               | Apostolo Zeno                                        | Francesco Gasparini                                      |                                              |
| 68  | 1712          | Le gare generose                                                                     | Antonio Zaniboni                                     | Tomaso Albinoni                                          |                                              |
| 69  | 1712–1713     | I veri amici                                                                         | Francesco Silvani, Domenico Lalli                    | Andrea Paulati                                           |                                              |
| 70  | 1713          | La verità nell’inganno                                                               | Francesco Silvani                                    | Francesco Gasparini                                      |                                              |
| 71  | 1717          | L’Argippo                                                                            | Domenico Lalli                                       | Giovanni Porta                                           |                                              |
| 72  | 1718          | Farnace                                                                              | Domenico Lalli                                       | Carlo Francesco Pollarolo                                |                                              |
| 73  | 1718          | Antigona                                                                             | Benedetto Pasqualigo                                 | Giuseppe Maria Orlandini                                 |                                              |
| 74  | 1724          | Antigona                                                                             | Benedetto Pasqualigo                                 | Giuseppe Maria Orlandini                                 |                                              |
| 75  | 1724          | Despina e Niso                                                                       | Giuseppe Papis                                       | Alessandro Scarlatti                                     | „intermezzo in musica“                       |
| 76  | 1724–1725     | Didone abbandonata                                                                   | Pietro Metastasio                                    | Tomaso Albinoni                                          |                                              |
| 77  | 1725          | Alcina delusa da Ruggero                                                             | Antonio Marchi                                       | Tomaso Albinoni                                          |                                              |
| 78  | 1725          | L’impresario delle Canarie                                                           | Pietro Metastasio                                    | Tomaso Albinoni                                          | „intermezzo in musica“                       |
| 79  | 1725–1726     | L’inganno innocente                                                                  | Francesco Silvani                                    | Tomaso Albinoni                                          |                                              |
| 80  | 1726          | Amore e sdegno                                                                       | Michel Angiolo Boccardi, Francesco Silvani           | Luigi Tavelli                                            |                                              |
| 81  | 1727          | Il Bertarido re de’ Longobardi                                                       | Antonio Salvi                                        | Giuseppe Boniventi                                       |                                              |
| 82  | 1728          | Griselda                                                                             | Apostolo Zeno                                        | Tomaso Albinoni                                          |                                              |
| 83  | 1728          | Ormisda                                                                              | Apostolo Zeno                                        | Bartolomeo Cordans                                       |                                              |
| 84  | 1728–1729     | Gianguir                                                                             | Apostolo Zeno                                        | Geminiano Giacomelli                                     |                                              |
| 85  | 1729          | La generosità di Tiberio                                                             | Nicolò Minato                                        | Santo Lapis, Bartolomeo Cordans                          |                                              |
| 86  | 1729          | Adelaide                                                                             | Antonio Salvi                                        | Giuseppe Maria Orlandini                                 |                                              |
| 87  | 1730          | La fede in cimento                                                                   | Apostolo Zeno                                        | Francesco Gasparini, Santo Lapis                         |                                              |
| 88  | 1730          | La donna nobile                                                                      | anonym                                               | Giuseppe Maria Orlandini                                 | „intermezzo in musica“                       |
| 89  | 1735          | L’Anagilda                                                                           | Antonio Zaniboni                                     | Antonio Gaetano Pampani                                  |                                              |
| 90  | 1736          | La Zoe                                                                               | Francesco Silvani                                    | Luca Antonio Predieri                                    |                                              |
| 91  | 1736–1737     | L’Arsace                                                                             | Antonio Salvi                                        | Geminiano Giacomelli                                     |                                              |
| 92  | 1737          | Demetrio                                                                             | Pietro Metastasio                                    | Johann Adolph Hasse                                      |                                              |
| 93  | 1737          | Lucio Papirio                                                                        | Antonio Salvi                                        | Nicola Porpora                                           |                                              |
| 94  | 1742          | Barsina                                                                              | Francesco Silvani                                    | Giuseppe Antonio Paganelli                               |                                              |
| 95  | 1742          | Atalo                                                                                | Francesco Silvani                                    | Giovanni Chinzer                                         |                                              |
| 96  | 1743          | Engelberta                                                                           | Apostolo Zeno                                        | Giuseppe Antonio Paganelli                               |                                              |
| 97  | 1743          | Ambleto                                                                              | Apostolo Zeno, Pietro Pariati                        | Giuseppe Carcani                                         |                                              |
| 98  | 1743          | La forza del sangue                                                                  | Bartolomeo Vitturi                                   | Giuseppe Antonio Paganelli                               |                                              |
| 99  | 1744          | La libertà nociva                                                                    | Giovanni Gualberto Barlocci                          | Rinaldo di Capua                                         |                                              |
| 100 | 1744          | Madama Ciana                                                                         | Giovanni Gualberto Barlocci                          | Gaetano Latilla                                          |                                              |
| 101 | 1744–1745     | L’ambizione delusa                                                                   | Francesco Vanneschi                                  | Rinaldo di Capua                                         |                                              |
| 102 | 1744–1745     | La finta cameriera                                                                   | Giovanni Gualberto Barlocci                          | Gaetano Latilla                                          |                                              |
| 103 | 1745          | La forza d’amore                                                                     | Demetrio Panicelli                                   | Baldassare Galuppi                                       |                                              |
| 104 | 1745          | Lo scialacquatore alla fiera                                                         | Alessandro Borghesi                                  | Giuseppe Maria Orlandini                                 |                                              |
| 105 | 1745          | I rigiri delle cantarine                                                             | Bartolomeo Vitturi                                   | Francesco Maggiore                                       |                                              |
| 106 | 1746          | La vedova accorta                                                                    | Alessandro Borghesi (?)                              | Ferdinando Bertoni                                       |                                              |
| 107 | 1746          | La fata meravigliosa                                                                 | anonym                                               | Giuseppe Scolari                                         |                                              |
| 108 | 1746          | Alcibiade                                                                            | Gaetano Roccaforte                                   | Giuseppe Carcani                                         |                                              |
| 109 | 1746–1747     | Catone in Utica                                                                      | Pietro Metastasio                                    | Leonardo Vinci, (Niccolò Jommelli)                       |                                              |
| 110 | 1747          | Caio Marzio Coriolano                                                                | Zaccaria Seriman                                     | Pietro Pulli                                             |                                              |
| 111 | 1747          | Arminio                                                                              | Antonio Salvi                                        | Baldassare Galuppi                                       |                                              |
| 112 | 1748          | L’Adriano                                                                            | Pietro Metastasio                                    | Vincenzo Legrenzio Ciampi                                |                                              |
| 113 | 1748          | La clemenza di Tito                                                                  | Pietro Metastasio                                    | Antonio Gaetano Pampani                                  |                                              |
| 114 | 1748          | Clotilde                                                                             | Francesco Passarini                                  | Baldassare Galuppi                                       |                                              |
| 115 | 1748          | Il conte immaginario                                                                 | anonym                                               | Pietro Auletta                                           | „intermezzo in musica“ für Clotilde          |
| 116 | 1748–1749     | Camilla regina de’ Volsci                                                            | Silvio Stampiglia                                    | Diverse                                                  |                                              |
| 117 | 1749          | Il vello d’oro                                                                       | Giovanni Palazzi, Matteo Zanetti (?)                 | Giuseppe Scolari                                         |                                              |
| 118 | 1749          | La commedia in commedia                                                              | Giovanni Gualberto Barlocci, Francesco Vanneschi (?) | Rinaldo di Capua                                         |                                              |
| 119 | 1749          | Tra due litiganti il terzo gode                                                      | Giovanni Battista Lorenzi                            | Giovanni Battista Pescetti                               |                                              |
| 120 | 1749          | Il finto principe                                                                    | Carlo Goldoni                                        | Diverse                                                  |                                              |
| 121 | 1749          | Il protettore alla moda                                                              | Giuseppe Maria Buini                                 | Giuseppe Maria Buini, Baldassare Galuppi                 |                                              |
| 122 | 1750          | Alcimena principessa dell’isole fortunate ossia l’amore fortunato ne’ suoi disprezzi | Pietro Chiari                                        | Baldassare Galuppi                                       |                                              |
| 123 | 1750          | Il ciarlatano fortunato nelle sue imposture                                          | anonym                                               | anonym                                                   | „farsa per musica“ – Intermezzo für Alcimena |
| 124 | 1750          | Ernelinda                                                                            | Francesco Silvani                                    | Francesco Gasparini, Antonio Vivaldi, Baldassare Galuppi |                                              |
| 125 | 1750          | La preziosa ridicola                                                                 | Marchese Trotti                                      | Giuseppe Maria Orlandini                                 | „intermezzo in musica“ für Ernelinda         |
| 126 | 1750          | Il mondo alla roversa, ossia le donne che comandano                                  | Carlo Goldoni                                        | Baldassare Galuppi                                       |                                              |
| 127 | 1750–1751     | La mascherata                                                                        | Carlo Goldoni                                        | Gioacchino Cocchi (?), Baldassare Galuppi (?)            |                                              |
| 128 | 1751          | Le donne vendicate                                                                   | Carlo Goldoni                                        | Gioacchino Cocchi                                        |                                              |
| 129 | 1751          | Griselda                                                                             | Apostolo Zeno                                        | Gaetano Latilla                                          |                                              |
| 130 | 1752          | Venceslao                                                                            | Apostolo Zeno                                        | Antonio Gaetano Pampani                                  |                                              |
| 131 | 1752          | L’Adriano in Siria                                                                   | Pietro Metastasio                                    | Giuseppe Scarlatti                                       |                                              |
| 132 | 1752          | L’olimpiade                                                                          | Pietro Metastasio                                    | Gaetano Latilla                                          |                                              |
| 133 | 1753          | Alessandro nell’Indie                                                                | Pietro Metastasio                                    | Gaetano Latilla                                          |                                              |
| 134 | 1753          | Semiramide riconosciuta                                                              | Pietro Metastasio                                    | Gioacchino Cocchi                                        |                                              |
| 135 | 1753          | Il pazzo glorioso                                                                    | Carlo Goldoni (nach Antonio Villani)                 | Gioacchino Cocchi                                        |                                              |
| 136 | 1753–1754     | De gustibus non est disputandum                                                      | Carlo Goldoni                                        | Giuseppe Scarlatti                                       |                                              |
| 137 | 1754          | La maestra                                                                           | Antonio Palomba                                      | Gioacchino Cocchi                                        |                                              |
| 138 | 1763          | La morte di Dimone o sia l’innocenza vendicata                                       | Joseph Felix von Kurz, Giovanni Bertati              | Antonio Tozzi                                            |                                              |
| 139 | 1764          | Li creduti spiriti                                                                   | Joseph Felix von Kurz, Giovanni Bertati              | Johann Gottlieb Naumann                                  |                                              |
| 140 | 1764          | Achille in Sciro                                                                     | Pietro Metastasio                                    | Ferdinando Bertoni                                       |                                              |
| 141 | 1764          | L’ingannatore ingannato                                                              | Pietro Chiari                                        | Ferdinando Bertoni                                       |                                              |
| 142 | 1765          | L’olimpiade                                                                          | Pietro Metastasio                                    | Ferdinando Bertoni                                       |                                              |
| 143 | 1765          | Semiramide                                                                           | Pietro Metastasio                                    | Tommaso Traetta                                          |                                              |
| 144 | 1765          | L’amore industrioso                                                                  | Ferdinando Casorri                                   | Giovanni Marco Rutini                                    |                                              |
| 145 | 1765          | Le villeggiatrici ridicole                                                           | Antonio Bianchi                                      | Antonio Boroni                                           |                                              |
| 146 | 1765          | I matrimoni in maschera                                                              | Ferdinando Casorri                                   | Giovanni Marco Rutini                                    |                                              |
| 147 | 1765          | Gli amori di Zeffiro                                                                 | –                                                    | anonym                                                   | „ballo“ von Giuseppe Fabiani (Choreograf)    |
| 148 | 1765          | La ghirlanda incantata                                                               | –                                                    | anonym                                                   | „ballo“ von Giuseppe Fabiani (Choreograf)    |
| 149 | 1766          | La buona figliuola supposta vedova                                                   | Antonio Bianchi                                      | Gaetano Latilla                                          |                                              |
| 150 | 1766          | La notte critica                                                                     | Carlo Goldoni                                        | Antonio Boroni                                           |                                              |
| 151 | 1766          | Solimano                                                                             | Giovanni Ambrogio Migliavacca                        | Gregorio Sciroli                                         |                                              |
| 152 | 1769          | Il contratto malizioso o sia sior Bastian Marzer                                     | Pietro Candoni                                       | anonym                                                   | „farsa“ in „lingua veneziana“                |
| 153 | 1770          | La villeggiatura di Mestre                                                           | Giovanni Dolfin                                      | Salvatore Perillo                                        | „farsa per musica“                           |
| 154 | 1770          | La marenda alla Zuecca                                                               | Giovanni Dolfin                                      | anonym                                                   | „farsa per musica“                           |
| 155 | 1771          | La serenata in tartana                                                               | Giovanni Dolfin                                      | anonym                                                   | „farsa per musica“                           |
| 156 | 1771          | La ritornata dalla villeggiatura di Mestre                                           | Giovanni Dolfin                                      | Salvatore Perillo (?)                                    | „farsa per musica“                           |
| 157 | 1772          | La fiera                                                                             | Giovanni Dolfin                                      | anonym                                                   | „farsa per musica“                           |
| 158 | 1772          | Le putte della Zuecca                                                                | anonym                                               | anonym                                                   | „farsa per musica“                           |
| 159 | 1773          | La serva astuta                                                                      | anonym                                               | anonym                                                   | „farsa per musica“                           |
| 160 | 1773          | Le finezze d’amore o sia la farsa non si fa ma si prova                              | Giovanni Bertati (?)                                 | Gennaro Astarita                                         | „farsa per musica“                           |
| 161 | 1773          | Amore in puntiglio                                                                   | anonym                                               | Johann Michael Pfeiffer                                  | „farsa per musica“                           |
| 162 | 1773          | La costanza d’amore o sia l’inganno per necessità                                    | anonym                                               | anonym                                                   | „farsa per musica“                           |
| 163 | 1774          | Li cavalieri lunatici                                                                | anonym                                               | Giacomo Rust                                             | „farsa per musica“                           |
| 164 | 1774          | Le nozze concluse alla Zueccha                                                       | anonym                                               | anonym                                                   | „farsa per musica“                           |
| 165 | 1775          | La critica teatrale                                                                  | Ranieri de’ Calzabigi                                | Gennaro Astarita                                         |                                              |
| 166 | 1775          | Li due amanti in inganno                                                             | anonym                                               | Giacomo Rust, Matteo Rauzzini                            |                                              |
| 167 | 1776          | Il baron di Lago Nero                                                                | anonym                                               | Michele Mortellari                                       |                                              |
| 168 | 1776          | Il Giove di Creta                                                                    | Giuseppe Pietro Pisoni                               | Giacomo Rust                                             |                                              |
| 169 | 1776          | Li tre vagabondi                                                                     | anonym                                               | Salvatore Perillo                                        |                                              |
| 170 | 1777          | Il convitato di pietra                                                               | Pietro Pariati (?)                                   | Giuseppe Calegari                                        |                                              |
| 171 | 1777          | L’idolo cinese                                                                       | anonym                                               | Giacomo Rust                                             |                                              |
| 172 | 1779          | L’isola d’amor                                                                       | Antonio Gori                                         | Antonio Sacchini                                         |                                              |
| 173 | 1780          | Le nozze alla Mira                                                                   | anonym                                               | Angelo Gagni                                             | „farsa per musica“                           |
| 174 | 1780          | Le donne rivali                                                                      | Giuseppe Petrosellini                                | Domenico Cimarosa                                        | „intermezzo in musica“                       |
| 175 | 1781          | L’amor per rigiro                                                                    | Nicolò Tassi                                         | Angelo Gagni                                             | „intermezzo in musica“ für fünf Stimmen      |
| 176 | 1781          | Il matrimonio per inganno                                                            | Giovanni Bertati (?)                                 | Pasquale Anfossi                                         | „intermezzo in musica“                       |
| 177 | 1781          | Rosina consolata o sia l’innocenza protetta                                          | Pier Antonio Bagliacca                               | Giovanni Valentini                                       | „intermezzo in musica“ für vier Stimmen      |
| 178 | 1782          | Li tre difettosi rivali in amore                                                     | Giuseppe Prettini                                    | anonym                                                   | „intermezzo in musica“                       |
| 179 | 1783          | Le due finte gemelle                                                                 | Giuseppe Petrosellini                                | Niccolò Piccinni                                         | „intermezzo in musica“ für vier Stimmen      |
| 180 | 1783          | I matti gloriosi                                                                     | anonym                                               | Angelo Gagni                                             | „intermezzo in musica“                       |
| 181 | 1784          | Il parigino in Italia                                                                | anonym                                               | Lorenzo Baini                                            | „intermezzo in musica“                       |
| 182 | 1784          | Il finto parigino                                                                    | anonym                                               | Lorenzo Baini                                            | „intermezzo in musica“                       |
| 183 | 1784          | Il matrimonio inaspettato                                                            | anonym                                               | Giovanni Paisiello                                       | „intermezzo in musica“                       |
| 184 | 1787          | Le stravaganze in campagna                                                           | anonym                                               | Antonio Brunetti                                         |                                              |
| 185 | 1787          | Li tre Orfei                                                                         | anonym                                               | Marcello Bernardini                                      |                                              |
| 186 | 1788          | L’impostor punito                                                                    | Giambattista Neri                                    | Pietro Alessandro Guglielmi                              |                                              |
| 187 | 1791          | I capricci in amore                                                                  | anonym                                               | Gennaro Astarita                                         |                                              |
| 188 | 1791          | Don Mirtillo contrastato                                                             | anonym                                               | Giuseppe Giordani                                        |                                              |
| 189 | 1792          | Il medico parigino o sia l’ammalato per amore                                        | Giuseppe Palomba                                     | Gennaro Astarita                                         |                                              |
| 190 | 1792          | L’ultima che si perde è la speranza                                                  | Francesco Saverio Zini (?)                           | Marcello Bernardini (?)                                  | „farsa per musica“                           |
| 191 | 1793          | Attila                                                                               | –                                                    | Vittorio Trento                                          | „ballo“ von Domenico Ballon (Choreograf)     |
| 192 | 1793          | La cifra                                                                             | Lorenzo Da Ponte                                     | Antonio Salieri                                          |                                              |
| 193 | 1793          | Le trame amorose                                                                     | Antonio Brambilla                                    | Ferdinando Paër                                          |                                              |
| 194 | 1794          | Il mercato di Monfregoso                                                             | Carlo Goldoni                                        | Niccolò Antonio Zingarelli                               |                                              |
| 195 | 1794          | L’amante statua                                                                      | Antonio Valli                                        | Luigi Piccinni                                           | „farsa per musica“                           |
| 196 | 1794          | I veneziani a Costantinopoli                                                         | –                                                    | Vittorio Trento                                          | „ballo“ von Domenico Ballon (Choreograf)     |
| 197 | 1794          | La finta ammalata                                                                    | Giuseppe Squilloni                                   | Vittorio Trento                                          |                                              |
| 198 | 1798          | La sposa di stravagante temperamento                                                 | anonym                                               | Pietro Alessandro Guglielmi                              |                                              |
| 199 | 1798          | Gli umori contrari                                                                   | Giovanni Bertati                                     | Sebastiano Nasolini                                      |                                              |